# День звільнення Краматорська від проросійських терористів
День звільнення Краматорська від проросійських терористів — пам'ятна дата, яка відзначається щорічно у день, коли 5 липня 2014 року бойовики сепаратистського угрупування «ДНР» разом з російськими терористами були витіснені з Краматорська силами українських військових, і над містом піднято прапор України.
Уперше урочисто відзначено на державному рівні у 2016 році (друга річниця).